# 和気町営バス
和気町営バス（わけちょうえいバス）は、岡山県和気郡和気町で運行しているコミュニティバスで、備前市・赤磐市にも乗り入れている。愛称はわけまろ号。
和気町では予約制乗合の「和気あいあいタクシー」を運行していたが、利用者が減少傾向にあったため2019年4月1日より定時定路線型に転換する形で「和気町営バス」の運行を開始した。
なお、和気町に合併前の各町にて運行していた自治体バスについても、この項にて述べる。

## 概要
- 14路線が運行されている。
- 運行形態は、道路運送法の規定に基づく自家用自動車（白ナンバー車）による有償運送である。
- 運賃は200円（小学生以下の子供と障がい者は100円）均一。
  - 和気駅周辺まちなか線に限り、1日1回の料金で何度でも利用可能。
  - 他の路線から和気駅周辺まちなか線に乗り継ぐ場合は無料の乗継券が発行される。
  - 和気・片上線は備前市営バスの定期券・回数券でも利用可能。
  - 塩田コミュニティハウス - 和気駅間では赤磐市広域路線バス（赤磐・和気線）の定期券でも利用可能。
- 土曜・日曜・祝祭日および年末年始は運休。
- スクールバスの車両を利用して運行しているため、学校行事等で運行時刻が変更・運休になる場合がある。

## 沿革
- 2019年
  - 1月4日 - 試験運行開始。
  - 4月1日 - 本格運行開始。

## 路線
詳細な運行案内は、#外部リンクの和気町営バスを参照のこと。
①奥塩田・苦木線

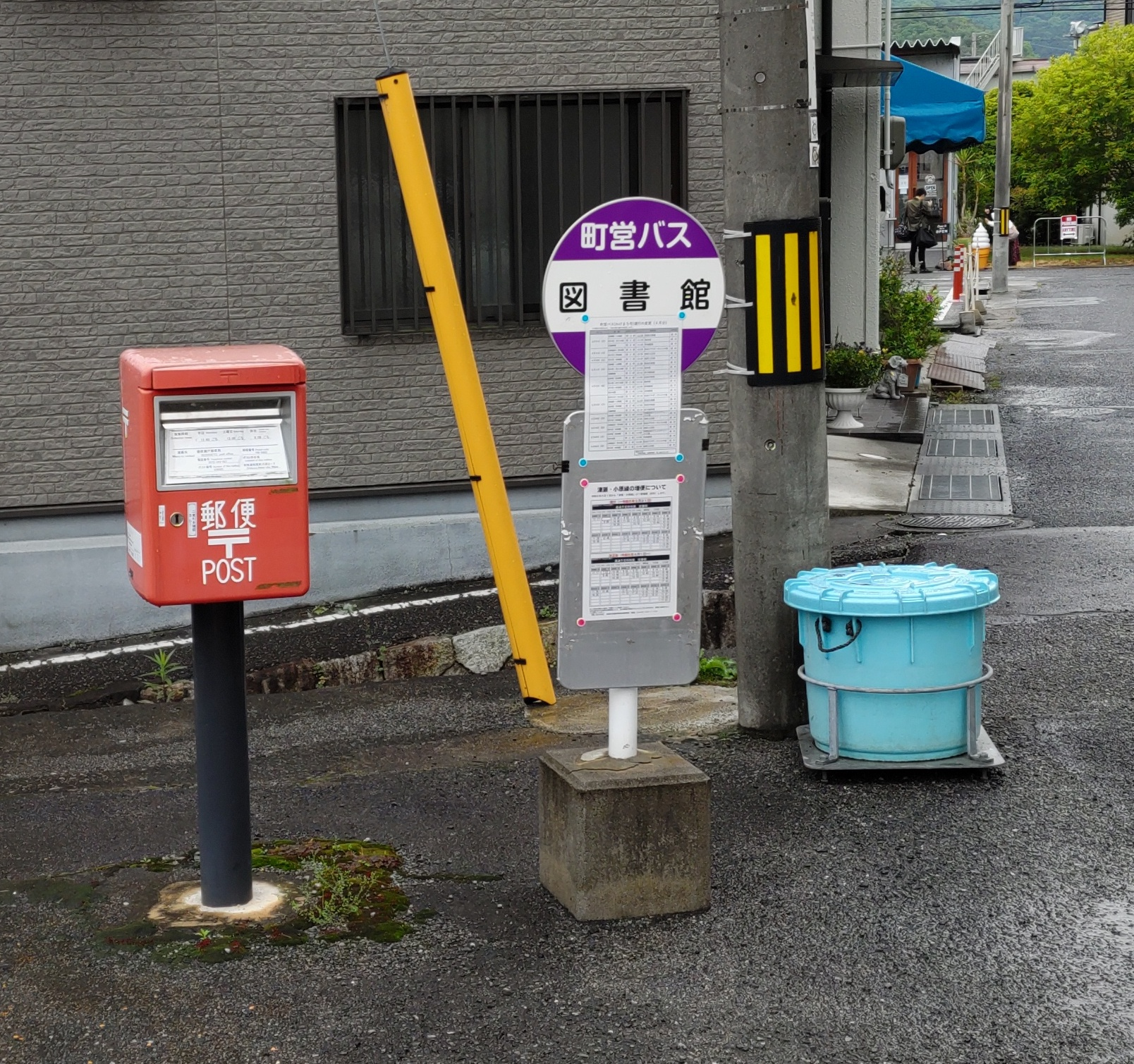
現和気町営バスのバス停（図書館）

- 六郎谷上 ‐ 奥塩田公民館 ‐ 塩田コミュニティハウス ‐ （国道）苦木 - （国道）矢田中 - 佐伯庁舎 - 佐伯プラザ・サエスタ

②田土線
- りんご園口 - 杉平公民館 - 大畑上 - 下田土公民館 - 佐伯庁舎 - 佐伯プラザ・サエスタ

③津瀬・小原線
- 津瀬集会所 - 米澤コミュニティハウス - 山ノ鼻 - 佐伯コミュニティハウス入口 - 佐伯庁舎 - 佐伯プラザ・サエスタ

④田賀・佐伯線
- 加賀知田コミュニティハウス - 田賀公民館 - 宇生コミュニティハウス - 佐伯小学校 - 桃谷順天館前 - 山ノ鼻 - 佐伯プラザ・サエスタ - 佐伯庁舎

⑤小坂・加三方線
- 奥谷 - 田中集会所 - 加部 - 大成 - 佐伯プラザ・サエスタ - 佐伯庁舎

⑥日笠・和気線
- 室原上 - 室原下 - 岸野コミュニティハウス - 矢谷 - 日笠上コミュニティハウス - 日笠郵便局前 - 才の峠池 - 鵜飼谷温泉 - 和気郵便局 - 和気駅 - 和気駅南 - サンモール

⑦藤野線
- 砂子組前 - 奴久谷コミュニティハウス - 坂本いこいの家 - 藤公園 - 藤野郵便局北 - 県営住宅泉団地 - 和気中学校 - 和気町役場 - 和気駅 - 和気駅南 - サンモール

⑧本荘線
- （国道）丸山 - 小林牧場前 - （国道）中山 - 本荘地区公民館 - 宮田コミュニティハウス - 日室南 - 日室コミュニティハウス - 和気町役場 - 和気駅 - 和気駅南 - サンモール

⑨石生線
- サンモール - 和気駅南 - 和気駅 - 和気郵便局 - 北川病院 - 鵜飼谷温泉 - 荒内公会堂 - 田原上コミュニティハウス - 山根 - 石生地区公民館 - 押部 - 鵜飼谷温泉 - 北川病院 - 和気郵便局 - 和気駅 - 和気駅南 - サンモール

⑩和気駅周辺まちなか線
- 和気駅 - 和気町役場 - 大田原医院 - 和気郵便局 - 北川病院 - 鵜飼谷温泉 - 中国銀行和気支店 - サンモール - 入田コミュニティハウス - 和気駅南 - 和気駅

⑪佐伯・熊山線
- 佐伯老人福祉センター - 山ノ鼻 - 佐伯小学校 - 佐伯プラザ・サエスタ - 父井団地前 - 大成 - 熊山駅

⑫和気・片上線
- 備前片上駅 - 市役所前 - 片上 - 備前警察署前 - （国道）清水 - （国道）中山 - 天満屋ハピーズ和気店 - 和気駅南

⑬吉永病院線
- 和気駅 - 大田原医院 - 藤野郵便局 - 吉永病院

⑭佐伯・和気線
- 佐伯庁舎 - 佐伯プラザ・サエスタ - （国道）竜ヶ鼻 - （国道）河本 - （国道）天瀬 - （国道）益原 - 鵜飼谷温泉 - 北川病院 - 和気郵便局 - 和気町役場 - 和気駅 - 和気駅南 - サンモール

## 車両
- 三菱ふそう・ローザ
- トヨタ・ハイエースコミューター

## 以前に運行していた自治体バス

### 佐伯町福祉バス
- 合併前の佐伯町で運行していた自治体バスで、合併後も和気町福祉バスとして、町営バスに再編されるまで運行していた。
- 運行形態は、道路運送法の規定に基づく自家用自動車（白ナンバー車）による有償運送であった。
- 運賃は1回利用100円均一で、町内在住の70歳以上の高齢者、障がい者および12歳以下の小児は無料だった。
- 土曜・日曜・祝祭日及び12月29日 - 1月3日は運休だった。

#### 沿革
- 2006年3月1日 ‐ 佐伯町の和気町への合併に伴い、和気町に引き継がれ、和気町福祉バスとなる。
- 2008年12月26日 ‐ 熊山便以外の路線を廃止（デマンド型の「和気あいあいタクシー」に移行）。

#### 路線
- 熊山便
  - 佐伯老人福祉センター - サエスタ - 父井神社前 - 父井上 - 奥新田 - 大成バス停 - 熊山駅
- 赤坂便
  - 佐伯老人福祉センター - 佐伯大橋西／サエスタ - 妙泉寺前 - 旧郵便局前 - 片山口 - 山の鼻 - 小学校前 - 群庄橋 - 土生 - 旧昭和農協 - 田尻 - ポレポレ苑 - 加賀知田 - 田尻（つるの里） - 小坂 - 北佐古田上 - 北佐古田 - 南佐古田口 - 今井 - 軽部保育園前 - 町苅田

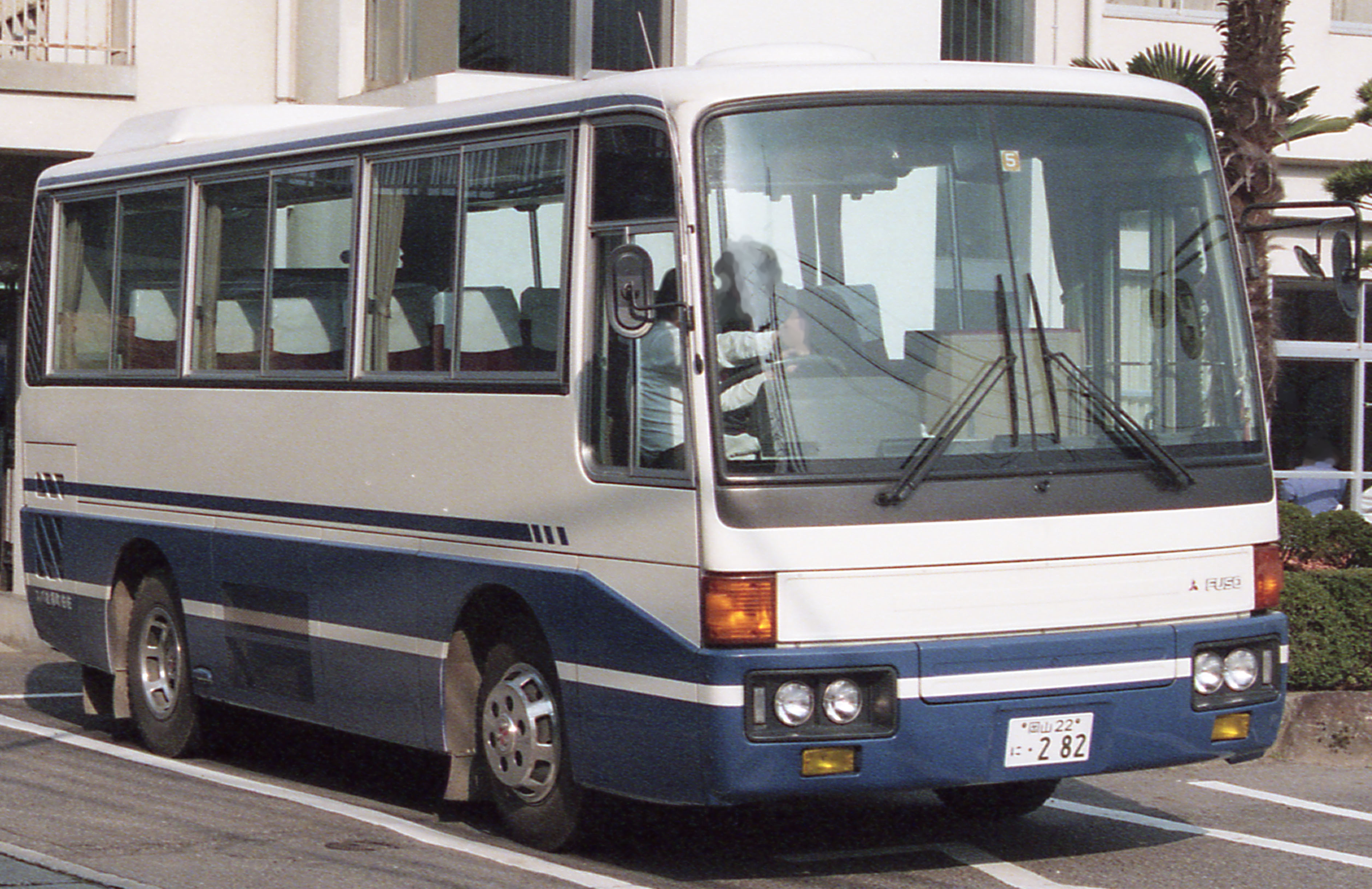
佐伯町福祉バス当時の車両（1998年）

### 旧和気町営バス
- 幼稚園児や小中学生の通学手段と民間バスの運行休止による住民の交通手段確保のため[1]、旧和気町が運行していたが、デマンド型の「和気あいあいタクシー」の運行開始に伴い2007年4月1日に廃止された。
- 運行形態は、道路運送法の規定に基づく自家用自動車（白ナンバー車）による有償運送であった。

#### 路線
- 室原上 - 室原中 - 室原下 - 岸野 - 寺谷 - 湯の口上 - 湯の口 - 診療所前 - 日笠小学校前

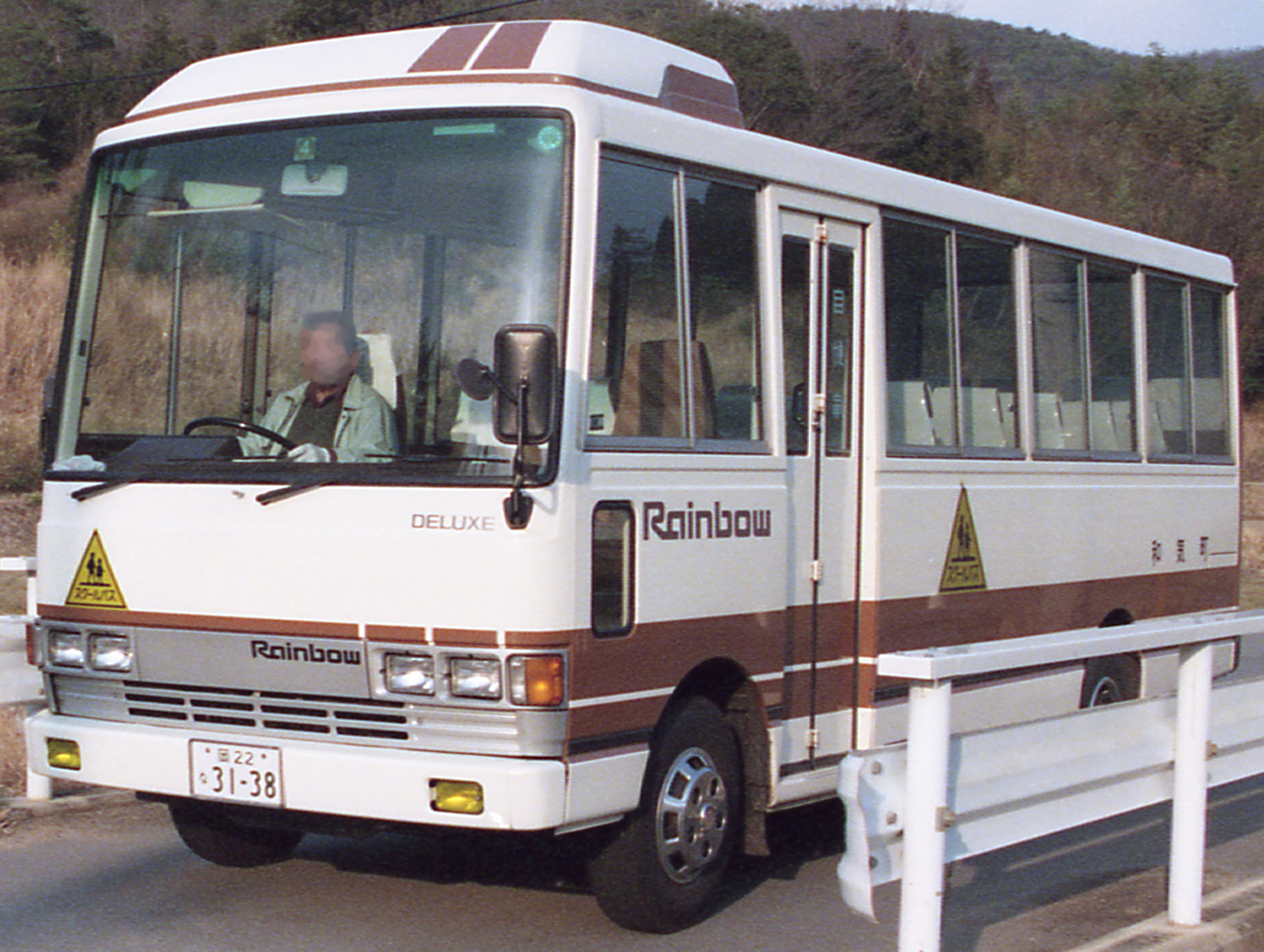
旧和気町営バスの車両（1998年当時）
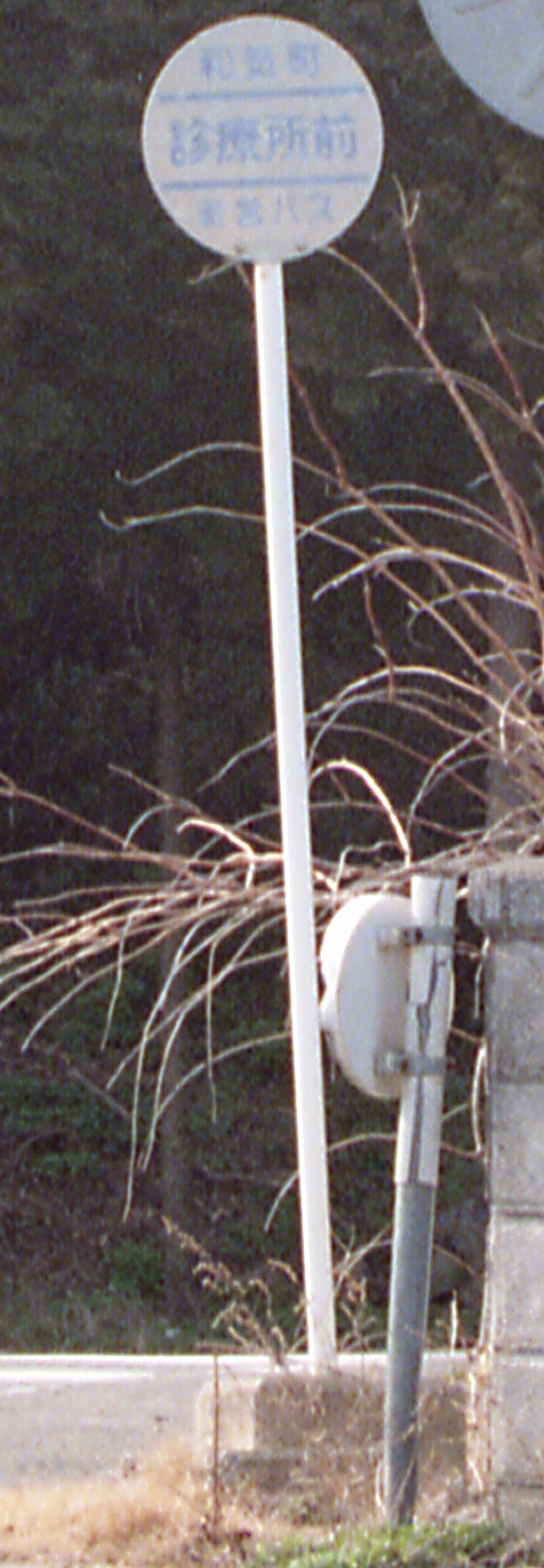
旧和気町営バスのバス停（1998年当時）